# Distrito de Praslin
Praslin fue un distrito administrativo localizado al centro de la isla de Santa Lucía, un pequeño país del área del Caribe localizado al norte de Venezuela y Trinidad y Tobago. 
La cabecera distrital era la población de Praslin (13°52′ N, 60°54′ O).